# Präsidentschaftswahl in Somalia 1986
Die Präsidentschaftswahl in Somalia 1986 fand am 23. Dezember statt; es war das erste Mal, dass eine öffentliche Wahl für den Präsidenten Somalias abgehalten wurde.
Das Land kann zu dieser Zeit allerdings als ein sozialistischer Einparteienstaat gelten, in dem die Somalische Revolutionäre Sozialistische Partei als einzige legale Partei die Macht ausübte. Ihr Anführer, der amtierende Präsident Siad Barre, war gleichzeitig der einzige Kandidat, und wurde mit offiziell 99,9 % der Wählerstimmen wiedergewählt. Es war die letzte abgehaltene nationale Wahl, bevor die Regierung im Somalischen Bürgerkrieg desintegriert wurde.